# Livio Modigliani

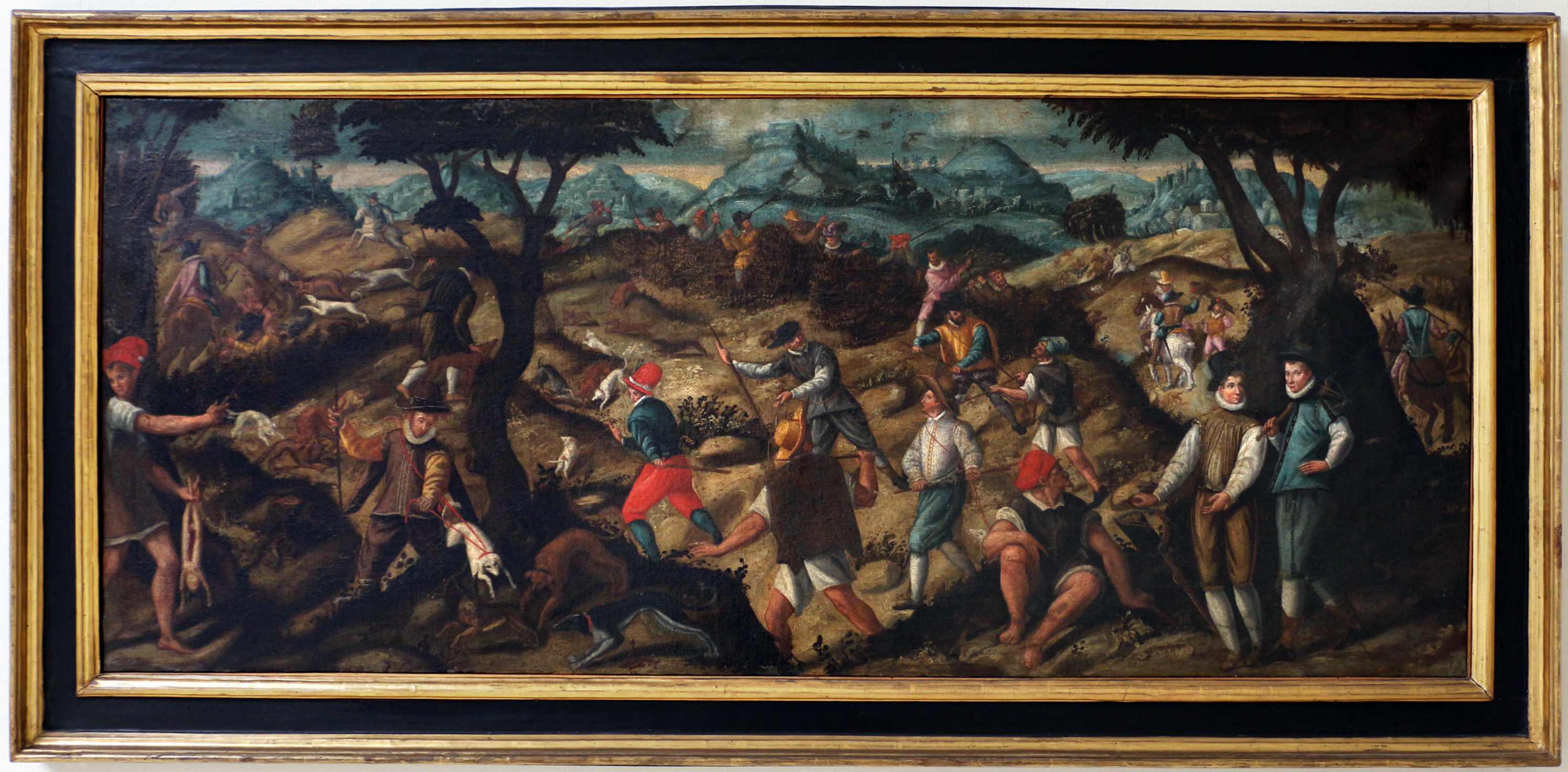
Livio e Gianfrancesco Modigliani, Caccia alla lepre, 1575-1605 ca., Pinacoteca comunale (Ravenna)

Livio Modigliani, citato anche come Modigliana, (Modigliana, 1540 circa – Forlì, 1610 circa) è stato un pittore italiano del tardo Rinascimento, appartenente alla scuola forlivese.

## Biografia
Fu attivo dal 1570 circa al 1602. Ad esempio, è documentata dal 1570 l'opera Deposizione dalla croce, eseguita in collaborazione con Livio Agresti e conservata oggi alla Pinacoteca civica di Forlì.
Fu discepolo di Pier Paolo Menzocchi, col quale lavorò, a Forlì, nella Chiesa di San Girolamo, oggi San Biagio. Il suo stile presenta notevoli affinità con quello di Gianfrancesco Modigliani, ed anche con quello di un altro pittore forlivese, Lodovico Vandi. Ancora nel secolo successivo, se ne troveranno significativi richiami in Giovanni Antonio Nessoli.

## Opere
Tra le sue opere, si possono ricordare:
- San Valeriano in atto di predicare ai soldati romani suoi commilitoni, tela, cm 285 x 170, nella Pinacoteca civica di Forlì
- Madonna e i SS.Domenico e Francesco, nella Pinacoteca civica di Forlì
- Deposizione dalla croce, eseguita con Livio Agresti, nella Pinacoteca civica di Forlì
- Annunciazione, nella Chiesa del carmine, a Forlì
- Quattro Santi, nella Chiesa dei Romiti, a Forlì
- Affreschi della volta della cappella di San Mercuriale, nella Abbazia di San Mercuriale, a Forlì, in passato attribuiti a Bernardino Poccetti
- Affreschi melle lunette del chiostro di San Mercuriale dedicati alle storie di San Giovanni Gualberto, realizzati in collaborazione con Andrea Baini
- Annunciazione (1602), eseguita col figlio Gianfrancesco, nella Chiesa dei Servi di Maria, a Cesena
- Ante dell'organo della Chiesa dei Servi di Maria (1576) di Forlimpopoli: Annunciazione (esterno); Santa Maria dei Servi e Santa Caterina (interno)
- Allegoria delle scienze[1] (maniera), tela, cm 89 x 87,5 - Museo Civico di Crema e del Cremasco, a Crema